# خیابان‌های طلایی
خیابان‌های طلایی (به انگلیسی: Streets of Gold) یک فیلم درام آمریکایی محصول سال ۱۹۸۶ به کارگردانی جو روث با بازی کلاوس ماریا برانداور، وسلی اسنایپس و ادریان کیوان پاسدار همراه می‌باشد.

## بازیگران
- کلاوس ماریا برانداور درنقش آلک نومان
- ادریان کیوان پاسدار درنقش تیمی بویل
- وسلی اسنایپس درنقش رولان جنکینز
- آنخلا مولینا درنقش النا
- الیا باسکین درنقش کلاینبان
- دانیال اوشیا درنقش وینی
- جانی ماهونی درنقش لیننهن